# راینهارد اشمیتز
راینهارد اشمیتز (انگلیسی: Reinhard Schmitz؛ زادهٔ ۹ ژوئن ۱۹۵۱) بازیکن فوتبال اهل آلمان است.
از باشگاه‌هایی که در آن بازی کرده‌است می‌توان به باشگاه فوتبال کلن اشاره کرد.